# 1991 w sztukach plastycznych
Wydarzenia w sztukach plastycznych i wizualnych w 1991 roku.

## Wydarzenia
- 8 lutego – 3 marca – wystawa rzeźb Magowie i mistycy w Centrum Sztuki Współczesnej Zamek Ujazdowski w Warszawie[1]
- W Łodzi powstała Galeria Manhattan[2].

## Malarstwo
- Antoni Tàpies

Cztery kroniki
- Richard Estes

The Plaza – olej na płótnie, 36x66 cali
- Edward Dwurnik

Wiejski Pałac Kultury, z cyklu "Podróże autostopem" – olej na płótnie, 150x210 cm
Joanna Lenartowicz z cyklu "Od grudnia do czerwca" – olej na płótnie, 146x114 cm
- Leon Tarasewicz

bez tytułu – olej na płótnie, 130 x 280 cm

## Instalacja

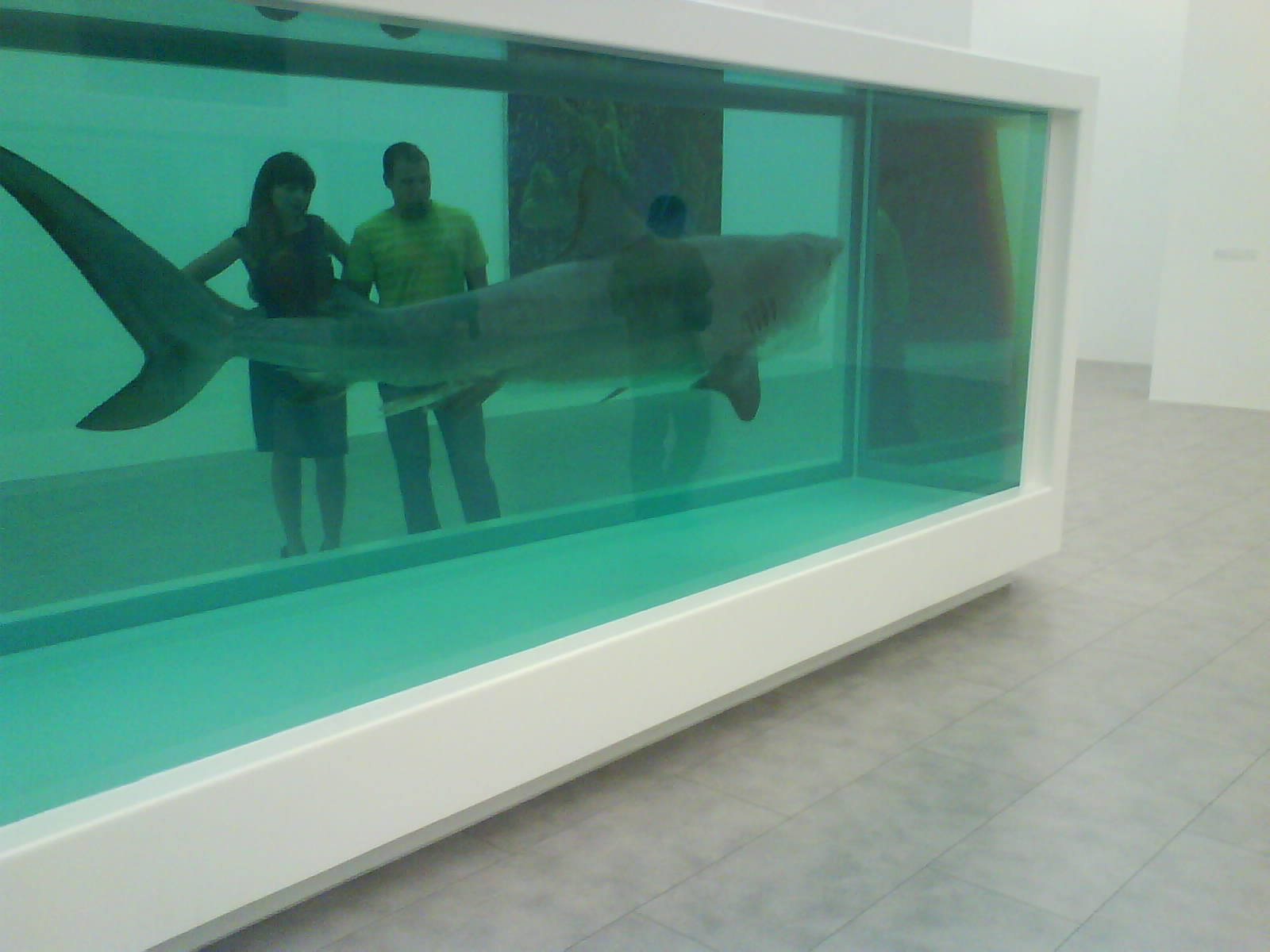
Damien Hirst: Fizyczna niemożliwość śmierci w umyśle istoty żyjącej (Kijów, 2009)

- Nam June Paik

My Faust (1989-1991) – rzeźba, 25 monitorów
- Damien Hirst

Fizyczna niemożliwość śmierci w umyśle istoty żyjącej

## Performance
- Maurizio Cattelan

Southern Suppliers FC.

## Nagrody
- Nagroda im. Jana Cybisa – Łukasz Korolkiewicz
- Nagroda Turnera – Anish Kapoor[10]
- World Press Photo – Georges Mérillon[11]

## Zmarli
- Stanisław Łyszczarz (ur. 1930), polski plastyk, malarz, rzeźbiarz
- Janusz Wilden (ur. 1906), polski rzeźbiarz i malarz
- Margit Anna (ur. 1913), węgierska malarka
- Antoni Hajdecki (ur. 1927), polski rzeźbiarz
- Jan Lewitt (ur. 1907), polsko-brytyjski grafik, ilustrator, plakacista
- Stefan Klajbor (ur. 1924), polski architekt
- 17 stycznia – Giacomo Manzù (ur. 1908), włoski rzeźbiarz oraz grafik
- 13 lutego – Arno Breker (ur. 1900), niemiecki rzeźbiarz
- 1 kwietnia – Eugeniusz Wierzbicki (ur. 1909), polski architekt
- 19 maja – Nexhmedin Zajmi (ur. 1916), albański malarz i rzeźbiarz
- 29 września – Henryk Rasmus (ur. 1935), polski artysta

- 30 listopada – Irena Blühová (ur. 1904), słowacka fotografka